# Лада 110
Лада 110 је заједнички назив за десету породицу малих аутомобила друге групе (по руском систему класификације аутомобила) марке Лада, руског произвођача АвтоВАЗ у периоду између 1995. и 2009. године у које спадају Лада 110 (ВАЗ-2110), као носилац назива породице возила, Лада 111 (ВАЗ-2111) и Лада 112 (ВАЗ-2112). Читава породица припада трећој генерацији АвтоВАЗ-ових аутомобила. Представља својеврстан наставак аутомобила серије "жигули". Изван граница Русије, ово ауто се још склапало и производило у Египту, Румунији и Украјини између 2005. и 2015.

## Историјат
Први планови за развијањем треће генерације аутомобила произведених од стране АвтоВАЗ-а почињу 1985. године на већ изузетно популаран у Совјетском Савезу ВАЗ-2108, односно за ванруско тржиште популарно називану "самару". ВАЗ на темељу хечбека на предњи погон развија седан на задњи погон у намјери да се замијене већ постојећи седани ВАЗ-2101 и ВАЗ-2103, али наставити развој модернизованих варијанти популарног "жигулија". Циљ је био створити једноставнији и јефтинији модел аута, а група дизајнера предвођена Владимиром Јарцевим је дала идејно рјешење и нови пројекат је назван ВАЗ-2112. Поучени праксом почетака производње ВАЗ-ова, конструктори новог пројекта одустају од шаблона "жигулија" и разматрају потпуно нов изглед аутомобила који ће се базирати на моторима "самаре". Упоредо са пројектом новог седана на задњи погон ВАЗ-2112, ВАЗ развија пројекат седана на предњи погон - ВАЗ-2110. Умјетнички савјет Министарства аутоиндустрије СССР је одобрио завршни план новог седана, али дугачак процес испитивања аутомобила је одужио почетак производње. Тада долази до "игре аутоиндекса", гдје нови седан на предњи погон добија нов индекс ВАЗ-21099 и сматра се модификацијом аутомобила ВАЗ-2109. На бази новопланираног модернизованог седана ВАЗ-2110 се планирао такође развој читаве породице нове генерације руских аутомобила. Овим аутом назив лада први пут се користи званично у називу возила и сматра се саставним дијелом назива и породице и самих модела.
Прве скице новог ВАЗ-2110 појавиле су се 1984. године. Прије већ знаног изгледа појавиле су се двије варијанте изгледа новог аутомобила, прототипи нулте и стоте серије, који се нису појавили само у виду пластелинских варијанти, већ и као готови производи. Већ идуће, 1985. године, у СССР-у је почела "перестројка", што је значило и крај државног финансирања ВАЗ-а. Због тога, излазак нових аутомобила на производне траке је одложено. Од тог момента па до почетка производње нови ВАЗ-2110 је неколико пута у цртежима мијењао своју силуету и прилагођавао се новој ауто моди. На разради потпуно новог модела радио је тим младих експерата, Владимир Јарцев и Александар Патрушин, а сам ентеријер је разрађиван од више сарадника, међу којима је сваки од њих разрађивао посебан детаљ у унутрашњости. Поред изгледа, АвтоВАЗ је, као и већина произвођача аутомобила, велику пажњу придавао аеродинамици. Тежња је била на глађем кретању и рјешавању предњег отпора ваздуху, што је уједно постао главни задатак Волжске фабрике аутомобила. Тако је нова варијанта, названа 100А, постала још успјешнија. На тој варијанти појавили су се, за то вријеме револуционарни, задњи фарови који су излазили из пртљажника. Нове пластелинске и дрвене макете су биле 1987. године већ спремне за даљње тестирање. ВАЗ те године шаље дрвене макете у природној величини на аеродинамичка испитивања у Њемачку, тачније фабрику Порше. За вријеме испитивања у медијима су се појавиле фотографије са тих испитивања. Прве фотографије новог седана је објавио руски мјесечни аутомобилски магазин "За воланом" (рус. За рулём) у новембру 1990. године.  Ради поређења постављени су макета ВАЗ-2110 и Ауди 80. Из тих фотографија су почели спорови да ли је заправо ВАЗ-2110 копија Аудијевог аутомобила, што заправо није тачно. Владимир Јарцев у изјавама није крио да је појединости за нови руски седан позајмио из другог њемачког седана, тачније из Фолксваген пасата 3. Током 1986. године пасат три се тестирао на полигону у Дмитрову, гдје су дизајнери за нови ВАЗ-ов седан добили идеју управо на овом моделу Фолксвагена.
Поред развоја и тестирања аеродинамичности новог ВАЗ-а, у сарадњи са Поршеом радило се и на развоју новог снажнијег 16-вентилског мотора са системом појединачног убризгавања. Године 1991. 1.5-литарски 16-вентилски мотор је у потпуности развијен, усвојен и био спреман за производњу.
Током 1991. године аутомобил је у потпуности био спреман за производњу, али због финансијске кризе није било могуће започети. Производња новог аутомобила је чекала све до 27. јуна 1995. године, када је са траке у Тољатију сишао први ВАЗ-2110, али серијска производња почиње тек током августа 1996. године. ВАЗ-2111, караван варијанта "десете породице", почео је са производњом 1998. године, а хечбек варијанта - ВАЗ-2112, се производила од 2000. године. 
Међутим, АвтоВАЗ је поред финансијских проблема имао проблема и са криминалом, који је током 1990-их буктао у Тољатију и цијелој Русији. Почетак серијске производње новог аутомобила је пратио и тзв. "Трећи рекеташки рат" и "Рат за Жигули", гдје су мање групе криминалаца (међу којима је била најзначајнија тзв. Волжска криминална група) покушале на разне начине на штету фабрике и продавница ауто-дијелова доћи до профита. Током тих сукоба, резервни дијелови и многи аутомобили, међу којима и нове Ладе 110, су напуштале фабрику без одобрења исте, те се на штету АвтоВАЗ-а продавале по вишеструко нижој цијени. Многе акције Министарства унутрашњих послова Русије, попут операције "Циклон" 1997. године, су успијевале стати донекле у крај криминалу, те га довести што је год могуће више под контролу, како би било могуће самој фабрици да ради. Проблеми са "криминалним ратовима" завршавају се 2005. године и АвтоВАЗ се постепено опоравља од тешких година за собом.
Године 2007, АвтоВАЗ почиње производњу приоре, као рестајлинга "десете породице", а производњу ВАЗ-2110, ВАЗ-2111 и ВАЗ-2112 преузима од октобра украјински произвођач Богдан у Черкасију.

## Опрема
Појава новог аутомобила на руском тржишту значила је и увођење новина у руску аутомобилску индустрију. Међу новитетима у серији Лада 110 су били нов начин регулисања волана, хидраулични држачи хаубе, појава клима-уређаја, серијских електроподизача за сва четири стакла, електронског отварања пртљажника, путног рачунара, гријача сједишта, серво-уређаја волана, вентилирани предњи кочиони дискови, електронски имобилизатор и др. Поред козметичких измјена, долази и до појавe 16-вентилног бензинског агрегата. Већи дио каросерије је био поцинчан како би спречавао кородирање лима.
Ова генерација Ладе је у производњи познавала три пакета опреме: "стандард" (рус. стандарт), "нормал" (рус. норма) и "лукс" (рус. люкс). 

## ВАЗ-2110
Лада 110, или у фабричким документима као ВАЗ-2110, је седан варијанта "десете породице", која се производила од 1995. до 2007. као продукт АвтоВАЗ-а и носилац је те породице аутомобила. Настаје по узору на касније модификације жигулија и ВАЗ-21099, а на основу ВАЗ-2110 у октобру 2007. године настаје ВАЗ-2170, као носилац нове породице ВАЗ-ова названа приора.
У Русији је познат и као десетка (рус. десятка) по аутоиндексу,  чирик и червонец по старим називима за кованицу, а касније и новчаницу од 10 рубљи, трудна антилопа (рус. беременная антилопа) због задњег дијела аутомобила, мајчица (рус. матрёшка), кофер (рус. чемодан), мыльница (посуда за сапун због елипсастог облика) или обмылок (остатак сапуна након употребе). Ван Русије популарна "десетка" је била позната под називима Lada Afalina у Аргентини, Lada Aquarius у Грчкој и Венецуели, Lada Dinastia у Еквадору, Lada Vega у Турској, Lada Victoria у Румунији и Богдан 2110 као производ украјинске корпорације Богдан. Године 2009. на бази Богдан 2110, тј. ВАЗ-2110 је конструисано и возило пикап варијанте.
Први ВАЗ-2110 су произведени са 1.5-литарским осмовентилским моторима са карбураторским убризгавањем (АвтоВАЗ-ови мотори 21083, који се јављају код "самаре") и њихова масовна производња и продаја почиње 1996. године. Убрзо "десетке" се почињу производити са мотором запремине 1499 cm³, осам вентила, али са електронским убризгавањем, на ком ће се цијела генерација аутомобилских мотора заснивати.
Године 1996. у Енглеској приказана је и тестирана спортска рели модификација ВАЗ-21107 по међународним нормативима. Годину касније овај модел је приказан и у Франкфурту на Мајни у једном од најпрестижнијих ауто-салона свијета. Исте године 11. фебруара, јубилејни 17 000 000. аутомобил произведен од стране АвтоВАЗ-а је био ВАЗ-2110. Даљим испитивањима и развојем новог аутомобила, на бази ВАЗ-21103 појављује се нова Лада ТМС 1.6 у серији "лукс". Дана 2. априла 2004. из фабрике излази ВАЗ-21103 у пакету опреме "лукс", плаво-зелене металик боје с флоп ефектом и мотором запремине 1.5 литара и 16 вентила, који је био 22 000 000. возило произведено од стране АвтоВАЗ-а. Идуће године, 31. августа излази 23 000 000. примјерак сребрнасто-беж боје у фабричкој нијанси "нефертити", "лукс" пакету опреме и са 1.6 литарским 16-вентилским мотором.

### Модификације ВАЗ-2110
Током производње, ВАЗ-2110 је имао неколико модификација и варијанти, код којих главне разлике су у дизајну екстеријера, опреме или мотора. Модификације и варијанте ВАЗ-2110 су:
- ВАЗ-21100 - (1996-2003) основна варијанта овог модела са 8-вентилским 1.5 мотором са карбураторским убризгавањем и производила се искључиво у пакету опреме нормал;[22][23][24]
- ВАЗ-21101 - (2004-2007) модификација аутомобила са 8-вентилским 1.6 мотором и производила се у сва три пакета опреме;[23][25]
- ВАЗ-21102 - (1996-2004) аутомобил са нешто јачом варијантом 8-вентилског 1.5 агрегата и производио се са пакетом опреме стандард;[23][26]
- ВАЗ-21103 - (1997-2007) једна од најдуже произвођених модификација ВАЗ-2110, укључивао је 16-вентилски 1.5 мотор (2112), а производила се само у пакету опреме стандард;[23][27]
- ВАЗ-21104 - (2001-2007) верзија аутомобила са 16-вентилским мотором запремине 1.6 литара, која се производила у сва три пакета опреме Ладе 110, те још једним додатним пакетом опреме - супер лукс (рус. супер люкс);[23][24][28][29]
- ВАЗ-21104М - рестајлингована верзија ВАЗ-21104[24]
- ВАЗ-21106 - (1996-2006) малосеријска варијанта ВАЗ-2110 са Опеловим C20XE GTI мотором запремине 2.0 литара и 16 вентила и нешто ширим растојањем између точкова у односу на стандардне модификације овог аутомобила;[30][31]
- ВАЗ-21106 купе - варијанта ВАЗ-21106 са двоје врата;
- ВАЗ-21106М - рестајлингована верзија ВАЗ-21106;
- ВАЗ-21106 WTCC - модификација ВАЗ-21106 предвиђен за WTCC трке;[24]
- ВАЗ-21107 - спортски модел базиран на ВАЗ-21106 намијењен за рели-трке, веће модификације урађене због безбједности тркача;[24][31][32]
- ВАЗ-21108 Премијер - (рус. Премьер) (1999-2007) модификација базирана на ВАЗ-21103, тачније за 170 mm дужа варијанта, а продужење је извршено на дијелу задњих врата ради веће удобности и пространости, уграђен јој је 1.5 16-вентилни бензински агрегат;[24][33]
- ВАЗ-21109 Конзул - (рус. Консул) (1997-2007) луксузна малосеријска варијанта ВАЗ-2110 замишљена као лимузина са четири сједећа мјеста, 1.5 литарским мотором са 16 вентила, дужине од готово пет метара, ширине 1,7 метара и висине 1,44 метра;[24][31][34]
- ВАЗ-21109-91 Ротор-Спорт - (1996-2004) модификација ВАЗ-2110 са мотором са ротационим клиповима запремине 1308 cm³, интервал разгона од 0 до 100 km/h је постизала за 6 секунди, а максимална брзина је била 240 km/h, што је чинило најбржу произведену варијанту овог аутомобила;[24][31]

#### ВАЗ-21109Конзул
- ВАЗ-2110 у Ници
- ВАЗ-2110 либра 1.5 Li са спојлером
- Занижен ВАЗ-2110, што се као вид тјунинга може видјети код млађих возача
- ВАЗ-21106
- ВАЗ-21106 у Шпанији
- Тркачки ВАЗ-21106 WTCC руског тима "Руски медвједи", возач Виктор Шаповалов, 2008. године
- ВАЗ-21106 WTCC возача Кирила Ладигина тима "Руски медвједи", 2008.
- Поглед сприједа на ВАЗ-21109 Конзул
- ВАЗ-21109 Конзул са стране
- ВАЗ-2110 московске саобраћајне полиције

## ВАЗ-2111
Лада 111, или у фабричким документима још као ВАЗ-2111, je караван варијанта десете породице Ладе. Званично се у АвтоВАЗ-у производила од 1997. до фебруара 2009, када "једанаестку" на производним тракама замјењује ВАЗ-2171, а преузима черкаска фабрика Богдан, настављајући производњу овог модела под именом Богдан 2111. Битна разлика у односу на основни модел породице је управо пртљажни простор и спуштена утоварна ивица. Обим пртљажног простора до полице је 380 литара, вађењем ње обим се повећава на 530 литара, а преклапањем задњих сједишта возила добија се 1215 литара утоварног простора.
ВАЗ-2111 је познат још под називима Lada 111 Dunarea у Румунији, Lada 111 Premier у Еквадору, те Lada Stawra у Венецуели.
Године 1987. се појављује прва макета ВАЗ-2111 из серије 100А са вертикалним задњим свјетлима. Међутим, овај облик макете није усвојен и тражило се идеално финално рјешење, које се дјелимично пронашло у серији 200. Једина мањкавост ове серије су били оквири стакала прозвани стограмовки због своје тежине од 100 грама, те у серији 300 бивају уклоњена изузев тзв. "глувих троуглова" на предњим вратима, који ће у току производње бити избачени.
Неколико пута модели овог аутомобила су били јубиларни произведени. Први пут је то било у првој години серијске производње, 2. јула 1998. године, када је 18 000 000. произведени примјерак ВАЗ-а била модификација ВАЗ-21113. Дана 8. јуна 2001. године ће се произвести ВАЗ-ов 20 000 000. аутомобил у моделу ВАЗ-2111 боје "космос".

### Модификације ВАЗ-2111
За вријеме производње ВАЗ-2111 дошло је до појављивања неколико модификација и варијанти овог аутомобила, од којих вјероватно најинтересантнија је ВАЗ-2111-90, који представља хибридну верзију популарне "ниве" и "једанаестке".
Модификације и варијанте ВАЗ-2111 су:
- ВАЗ-21110 - (1997-2004) модификација ВАЗ-2111 с агрегатом запремине 1.5 литара и 8 вентила снаге 76 коњских снага;
- ВАЗ-21111 - (1997-2003) модификација ВАЗ-2111 са карбураторским 1.5 8-вентилским мотором;
- ВАЗ-21112 - (2004-2009) модификација ВАЗ-2111 са мотором запремине 1.6 литара, 8 вентила и снаге 80 коњских снага (мотор 21114);
- ВАЗ-21113 - (1997-2009) модификација ВАЗ-2111 са 16-вентилским 1.5 мотором снаге 93 коњске снаге (мотор 21120);
- ВАЗ-21114 - (2000-2009) модификација ВАЗ-2111 са 1.6 16-вентилским 21124 мотором снаге 89 к.с.;
- ВАЗ-21116 - рестајлингована варијанта ВАЗ-2111 са погоном на сва четири точка и Опеловим агрегатом C20XE запремине 2.0 и снаге 150 к.с.;
- ВАЗ-2111-90 Тарзан-2 - (1997-2006) варијанта ВАЗ-2111 која је наставак серије Тарзан[н. 2] разрађене од стране АвтоВАЗ-а и двије поткомпаније из Тољатија DeCon и Лада Консул и представља хибридну варијанту гдје је спојена механика ВАЗ-2121 и каросерија ВАЗ-2111 са ојачаним костуром;[37][38]

#### ВАЗ-2111-90Тарзан-2
ВАЗ-2111-90 "Тарзан-2" је малосеријска модификација породица Лада 110 и тарзан базирана на моделу ВАЗ-2111 и представља основни модел тарзана 2. Разрађен је од стране АвтоВАЗ-а, те фирми Лада Консул и Декон из Тољатија. Производио се од јануара 1999. до јануара 2006. године и производио се искључиво по наруџби.
Као што је већ речено, представља спој ВАЗ-2121, популарне "ниве" и ВАЗ-2111. У "тарзану" су се могли наћи типичан нивин 21214 осмовентилски мотор запремине 1.8 литара и снаге 80 к.с., те дизелски Пежоов 1.9-литарски мотор са 75 коњских снага. Поред агрегата са ниве су преузети вјешање, петостепени мјењач и систем погона на сва четири точка. Једина разлика од нивине механике представља електронска блокада диференцијала. Такође, још је била уграђена заштита аутомобила урађена од варених цијеви. Каросерија је преузета готово у потпуности од ВАЗ-2111 изузев пластичних рубова спољних блатобрана и клиренса, који је био доста виши у односу на "једанаестку". Точкови су били посебно произведени - ливене фелуге промјера 15 инча.
Возило је дугачко 4295 мм са типичним међуосовинским растојањем за ову породицу возила од 2492 мм. Широко је 1710 и високо 1610 мм са клиренсом од 200 мм. Кочнице на предњој осовини су биле са вентилирајућим дисковима, а на задњој осовини са дисковима. Омјер точкова је 195/60 R15.
- ВАЗ-21112 у нијанси "франконија" из 2005. год.
- ВАЗ-2111 у Украјини
- ВАЗ-2111 као возило хитне помоћи у Москви
- ВАЗ-2111-90 Тарзан 2

## ВАЗ-2112
Лада 112, или у фабричким документима позната као ВАЗ-2112, је хечбек са петоро врата произведен од стране АвтоВАЗ-а, као варијанта из породице аутомобила Лада 110. Модел се производио од 1998. до 2008. године, кад је замијењен новом приором, ВАЗ-2172.
У односу на носиоца ове генерације, ВАЗ-2110, нови хечбек је имао нешто краћи пртљажник, што доприноси бољој реакцији самог аутомобила на волану. АвтоВАЗ је производњом овог модела покушао да приближи десету породицу првенствено младима, што је увелико постигнуто спортским изгледом новог руског хечбека. Комбинујући елементе из друга два модела ове серије, сам аутомобил с индексом 2112 је постао својеврсна модификација унутар читаве серије.
Као и други модели, и ВАЗ-2112 је био милионити произведен аутомобил АвтоВАЗ-а, али само једном - 2000. године као 19-милионити аутомобил са шеснаестовентилским мотором у боји "мираж".

### Модификицаије ВАЗ-2112
Сви модели, па тако и хечбек имао је неколико верзија и модификација које су се појављивале током производње овог аутомобила, а оне су:
- ВАЗ-21120 - (1999-2007) основна варијанта са мотором 120 (21120) са 16 вентила, обима 1.5 и снагом од 93 коњске снаге на којој су монтирани точкови пречника 14 инча;
- ВАЗ-21121 - (2004-2008) варијанта са уграђеним осмовентилским мотором запремине 1.6 литара и 81 коњску снагу (мотор 21114);
- ВАЗ-21122 - (1999-2003) јефтинија варијанта без електроподизача стакала, са мотором 2111, точковима промјера 13 инча и невентилирајућим кочионим дисковима преузетих са ВАЗ-2108;
- ВАЗ-21123 купе - (2002-2006) модификација са троје врата, гдје су предња врата били за 200 милиметара шира у односу на петовратни хечбек, што је и главна визуелна разлика; уграђиван је 16-вентилски мотор запремине 1.6 литара и 90 к.с.
- ВАЗ-21124 - (2004-2008) варијанта са 1.6 16-вентилским мотором и представља побољшану варијанту ВАЗ-21120;
- ВАЗ-21128 - луксузнија варијанта произведена од стране фабрике "Супер-Ауто" са мотором 21128 запремине 1.8 литара, 16 вентила и 108 коњских снага;
- ВАЗ-2112-37 - тркачка модификација "дванаестке" произведена за куп "Лада" са мотором 2112 и нешто бољим аеродинамичким и безбједносним карактеристикама у односу на основну варијанту и
- ВАЗ-2112-90 Тарзан-2 - ојачана модификација налик на ВАЗ-2111-90 само са каросеријом ВАЗ-2112.[41]

#### ВАЗ-21123купе
ВАЗ-21123 купе је готово засебна модификација често окарактерисана као права спортска, управо због преправки направљених приликом производње овог аутомобила. Као што је и већ раније споменуто, усљед умањења броја врата, предња врата су постала шира и битно утицала на аеродинамику. Предња сједишта су се преклапала попут оних у ВАЗ-2108 како би путницима на задњем сједишту било могуће ући или изаћи из возила. Спојлер који се налазио на вратима пртљажника између каросерије и задњег стакла помјерен је на кров, што је такође побољшало аеродинамику, али и прегледност ка назад. Поред тога, вјешање је чвршће што је у многоме побољшало управљање аутомобилом. 
Године 2006. је купе варијанта дванаестке изашла из производње, а као главни наведен разлог је цијена производње, која је за АвтоВАЗ била висока.
- ВАЗ-2112 1.5 GLI 16V у Украјини
- ВАЗ-21123 купе у Музеју АвтоВАЗ-а у Тољатију
- ВАЗ-21123 бочно
- Спортски ВАЗ-2112 у Украјини
- Тркачки ВАЗ-2112 на Лада купу на Нева Рингу
- Рели варијанта ВАЗ-2112 у класи Супер 1600 ФИА групе А
- ВАЗ-2112-90 Тарзан 2

## Мотори
АвтоВАЗ је купцима нудио четири комбинације мотора у могућим запреминама од 1.5 и 1.6 литара са осам и шеснаест вентила, те један 1.8-литарски шеснаестовентилски мотор, који су ради лакшег разликовања имали међусобно различите индексе. Све варијанте овог мотора су покретане на бензин. 

### Мотор 2110
ВАЗ-ов модел мотора 2110 је својеврсна модификација мотора 21083 за потребе десете породице Ладе. Наиме основа за овај мотор се пронашла у популарним и, за то вријеме, успјешним моторима употребљеним на Ладама спутњик. Мотор је имао запремину од 1499 кубних центиметара и осам вентила постављених на четири линијски распоређена цилиндра. Поред тога, имао је снагу од 73 к.с., степен компресије 9,9 и максимални обртни моменат од 106 Nm. Ход клипова на овом агрегату је 71 милиметар, а пречник цилиндара 82 милиметра, а одговарао је R83 еколошком стандарду. Због своје старомодности, мотор 2108 је било потребно преправити, те усљед ситнијих преправки долази до мањих разлика у односу на оригинални модел агрегата. Позиционирање и подешавање вентила је ручно, због чињенице да се на овом мотору никад нису појавили хидраулични механизми за подешавање вентила. У суштини у питању је типични карбураторски осмовентилни мотор са горњим позиционирањем брегасте осовине и каишастим преносом рада система разводног механизма на мотору. Производио се и постављао све до 2004. године у свим моделима ове породице аутомобила. Главне мане овог агрегата су честа подлијевања уља и проблеми на карбуратору типа Солекс и систему расхлађивања. Модел мотора 2110 није имао накнадних модификација своје серије.

### Мотор 2111
Агрегат 2111 је представљен први пут 1994. године, непосредно пред почетак производње нове генерације руских аутомобила у Тољатију. Сматра се првим АвтоВАЗ-овим мотором са електронским типом убризгавања. У питању је агрегат запремине 1499 см³ и осам вентила распоређених по два на четири редно постављена цилиндра пречника 82 mm у којима су се клипови кретали вертикално 71 милиметар. Својом конструкцијом имао је компресију од 9,8 kg/cm³, снагу од 78 к.с. и максимални обртни моменат од 116 Nm. Одговарао је еколошкој норми Евро-2. ВАЗ-ов мотор 2111 сматра се модернизацијом модела мотора 2110, а главна разлика је управо електронски систем убризгавања горива који је замијенио карбуратор и тиме за око 10% повећао снагу и обртни моменат мотора. Поред новог система убризгавања, новина је била и нова радилица која је постала нешто већа. Агрегат се јавио први пут код експерименталних модела ВАЗ-21093i, а са тог аутомобила проширила на остале моделе и варијанте тада постојећих возила марке Лада. Као и 2110, и овај мотор се производио и постављао до 2004. на свим моделима Ладе 110, док код других (ВАЗ-2113, ВАЗ-2114 И ВАЗ-2115) све до 2007. године. У другим варијантама и модификацијама возила и сам мотор ће да доживи неколико модификација и побољшавања, која ће се користити до данас у аутоиндустрији. Главне мане овог агрегата су била такође подлијевања уља, која нису утицала на ниво уља у моторном систему, прегријавања, али и нестабилни обртаји у празном ходу мотора.

### Мотор 2112
Мотор 2112, познатији још и као 21120 или краће 120, је модел бензинског агрегата који се појавио 1997. године у производњи и први је агрегат ВАЗ-а са 16 вентила, који је донио много новина и промјена у конструкцији мотора АвтоВАЗ-а. Мотор 120 постаје родоначелник агрегата са двије брегасте осовине, а поред тога јављају се хидрокомпензатори клипова, што је избјегло ручно позиционирање клипова приликом ремонта. Каишасти преноз система разводног механизма је остао исти, а лежећи лежајеви радилице су добили допунске канале уља. Све ове карактеристике започињу нову еру АвтоВАЗ-ових агрегата, чије се модификације и модернизације и данас користе у производњи нових аутомобила. Опште техничке карактеристике остају готово непромијењене - ход клипова и пречник цилиндара остаје исти (71 и 82 милиметра), број цилиндара и њихов распоред остаје исти (редни, четири), те запремина (од 1499 cm³) и начин убризгавања (електронски). Међутим, повећава се број вентила (са 8 на 16), самим тим и снага (91-93 к.с.) и обртни моменат (126-130 Nm), као и степен компресије у цилиндрима (10,5 kg/cm³). Главне мане су такође нешто различитије и то у погледу најчешћих кварова, који се огледају у прегријавању, нестабилним обртајима у празном ходу мотора, као и проблеми са системом разводног механизма који у маломе промијени режим рада агрегата. Овај агрегат се уграђивао искључиво унутар десете породице и то на ВАЗ-2111 и ВАЗ-2112 до 2004. године, а на ВАЗ-2110 све до краја производње 2007. године.
Као модернизације ових агрегата јавиће се још неколико модела, који се све до данас производе и постављају у модерне аутомобиле марке Лада, али су своју експлоатацију започели у склопу ове моделске породице аутомобила. То су углавном модификације и модернизације мотора 2111 и 2112, гдје насљедници мотора 2111 су осмовентилски 1.6 мотори, а насљедници 2112 (тј. 120) шеснаестовентилски 1.6- и 1.8-литарски мотори.

### Мотор 21114
Нови модел 21114 бензинског агрегата произведеног од стране АвтоВАЗ-а је први облик модернизације агрегата 2111, гдје је дошло до увећавања блока цилиндара чиме је повећана и запремина. У питању је 1.6-литарски осмовентилски мотор са 80 коњских снага и обртним моментом од 120 Nm који се производио од 2004. до 2013. године. Тачна запремина мотора 21114 је 1596 кубних центиметара. Као и остале агрегате одликују га четири редно постављена цилиндра са по два вентила на сваком. Пречник цилиндара остаје непромијењен 82 милиметра, а ход клипа је повећан на 75,6 милиметара. Компресија коју је овај мотор у својим цилиндрима постизао креће се између 9,6 и 9,8 kg/cm³. Убризгавање на овом мотору је било фазирано електронско, а као ни његов претходник није посједовао хидрокомпензаторе клипова, што је усложњавало само одржавање мотора. На возилима десете породице се уграђивао све до престанска производње сваког модела понаособ, а поред модела 2110, 2111 и 2112 јављао се још и на "приорама" 2170 и 2172, као и на свим "самарама 2". Главни недостаци овог агрегата су непредвидљивост и несигурност, што је најочитије управо код електронског блока управљања 21114-1411020. Такође друге мане агрегаа 21114 су: прегријавање, до ког долази најчешће због неквалитетности термостата, и нестабилни обртаји празног хода који се јављају усљед неисправности регулатора празног хода, давача расхода ваздуха или сензора клапне гаса. Пандан овом мотору је калиновски 11183 мотор, а као модернизација овог мотора нешто касније ће се јавити мотор 21116.

### Мотор 21124
Мотор 21124 или скраћено познат још и као 124 је модернизовани насљедник агрегата 21120 који се производи од 2004. до 2013. године. Као и његов претходник, произведен је првенствено за возила ВАЗ-2110, 2111 и 2112, али се уграђивао и на "самарама 2". По сад већ устаљеном моделу модификација, код мотора 124 је такође дошло до повећавања хода клипа за 4,6 mm, што је самим тим довело и до повећавања запремине са 1499, код мотора 120, на 1599 кубних центиметара. И даље је ријеч о бензинском агрегату са четири редно постављена цилиндра са по четири вентила на сваком цилиндру. Пречник цилиндра остао је исти као и на моделском претходнику (82 милиметра), као и начин убризгавања горива. Максимални обртни моменат мотора је 131-133 Nm, а измјерене су му 89 коњске снаге. По емисији штетних издувних гасова задовољавао је Евро-3, а потом и Евро-4 стандарде. Компресија цилиндра је износила 10,3 kg/cm³, а потрошња измјерена на аутомобилу ВАЗ-2110 из 2005. године је у граду износила 8,7 литара, на мјешовитом путу 7,2 литра, а на отвореном путу 5,2 литра. Захваљујући јамама у дну клипова, овај мотор није трулио приликом пуцања или истезања ремена вентила. Поред новина унесених на мотору 120, попут хидрокомпензатора клипова, овај мотор је такође имао једну новину - индивидуалне бобине. Због тога могућност отказивања система паљења на овом мотору је сведена на минимум. Оно што је било главно изненађење на агрегату 124 је била чињеница да порастом запремине није дошло до повећавања снаге у односу на претходника, а као главни кривац томе је био катализатор који је омогућавао бољи емисиони стандард. По питању најчешћих кварова, сведени су само на могућност нестабилних обртаја, који долазе усљед неисправности неког од дијелова који доводе чиниоце смјеше, те трзања и додатни звукови који су знак неисправности неке од компоненти на блоку мотора.